# Mroczek (nietoperze)
Mroczek (Eptesicus) – rodzaj ssaków z podrodziny mroczków (Vespertilioninae) w obrębie rodziny mroczkowatych (Vespertilionidae).

## Rozmieszczenie geograficzne
Rodzaj obejmuje gatunki występujące w Ameryce i wyspach Morza Karaibskiego.

## Morfologia
Długość ciała (bez ogona) 53–82 mm, długość ogona 34–56 mm, długość ucha 10–20 mm, długość tylnej stopy 8–14 mm, długość przedramienia 39–54 mm; masa ciała 11–23 g.

## Systematyka
Rodzaj zdefiniował w 1829 roku francusko-amerykański przyrodnik Constantine Samuel Rafinesque w publikacji własnego autorstwa poświęconej nowym rodzajom i gatunkom zwierząt oraz roślin odkrytym w Ameryce Północnej. Rafinesque wymienił dwa gatunki – Eptesicus melanops Rafinesque, 1820 (= Vespertilio fuscus Beauvois, 1796) i Vespertilio mydas –  z których gatunkiem typowym jest Eptesicus melanops Rafinesque, 1820 (= Vespertilio fuscus A.M.F.J. Palisot de Beauvois, 1796).

### Etymologia
Eptesicus: gr. επτην eptēn ‘latać’; οικος oikos ‘dom’

### Podział systematyczny
Eptesicus (który obejmował Cnephaeus w randze podrodzaju) jest parafiletyczny w stosunku do Histiotus. Histiotus jest uznawany za odrębny rodzaj na podstawie jego różnic morfologicznych, a Eptesicus został podzielony na trzy rodzaje (Eptesicus, Cnephaeus i Neoeptesicus), aby uniknąć parafiletyczności; do tak zdefiniowanego rodzaju należą dwa gatunki:
| Grafika | Gatunek              | Autor i rok opisu                    | Nazwa zwyczajowa | Podgatunki    | Rozmieszczenie geograficzne                                                                                                 | Podstawowe wymiary | Status IUCN |
| ------- | -------------------- | ------------------------------------ | ---------------- | ------------- | --- | ------------------ | ----------- |
|         | Eptesicus dutertreus | (P. Gervais, 1837)                   |                  | 7 podgatunków | Bahamy, Kajmany, Kuba, Jamajka, Haiti, Dominikana, Portoryko, Dominika, Barbados i Gwadelupa                                | brak danych        | NE          |
|         | Eptesicus fuscus     | (A.M.F.J. Palisot de Beauvois, 1796) | mroczek brunatny | 6 podgatunków | Kanada, Stany Zjednoczone, Meksyk, Gwatemala, Belize, Honduras, Nikaragua, Kostaryka, Panama, Kolumbia, Wenezuela i Ekwador | brak danych        | LC          |

Kategorie IUCN:  LC  – gatunek najmniejszej troski;  NE  – gatunki niepoddane jeszcze ocenie.